# 傑瑞·李·路易斯
傑瑞·李·路易斯（1935年9月29日—2022年10月28日），是一位美國唱作人、音樂人、鋼琴手，他被聽衆所注意往往是來自他「殺手」的暱稱，並通常被視為「搖滾樂第一個偉大的野人」。

## 搖滾先驅
作為搖滾樂的先驅，1956年路易斯於太陽唱片做了他第一次的唱片錄音。單曲《Crazy Arms》在南部共賣出三十萬張，但是令他在全球聲名鵲起的是1957年熱播的單曲《Whole Lotta Shakin' Going On》。路易斯接着錄製的歌曲如《Great Balls of Fire》，《Breathless》和《High School Confidential》都大受歡迎。但是，他的搖滾生涯被他的婚姻所動搖，他娶了十三歲的表姪女為妻，路易斯當時是二十二歲。
2022年10月28日於密西西比州 迪索托的家中去世

## 過渡到鄉村音樂
醜聞令他的知名度迅速滑落，排行榜也少有成功。他的現場演出酬金由每晚一萬美元暴跌至二百五十美元。在此期間，他決心要奪回他的一些人氣。二十世紀六十年代早期，他在排行榜沒有多大成功，除了少數例外，如單曲《What'd I Say》。他於這時候的現場表演是越來越狂野和充滿活力，1964年的現場錄音專輯《Live at the Star Club, Hamburg》，經常被許多樂評人及樂迷公認為最瘋狂和最偉大的搖滾演唱會專輯之一。之後幾年錄製的歌曲例如《I'm on Fire》，收效甚微，於1968年路易斯過渡到鄉村音樂，有數首大熱歌曲如《Another Place, Another Time》。這重新燃點了他的職業生涯，並在整個六十年代末至七十年代，經常榮登西部鄉村音樂排行榜。他的冠軍歌曲包括《To Make Love Sweeter For You》，《There Must Be More to Love Than This》，《Would You Take Another Chance on Me》及《Me and Bobby McGee》。

## 獲得成功

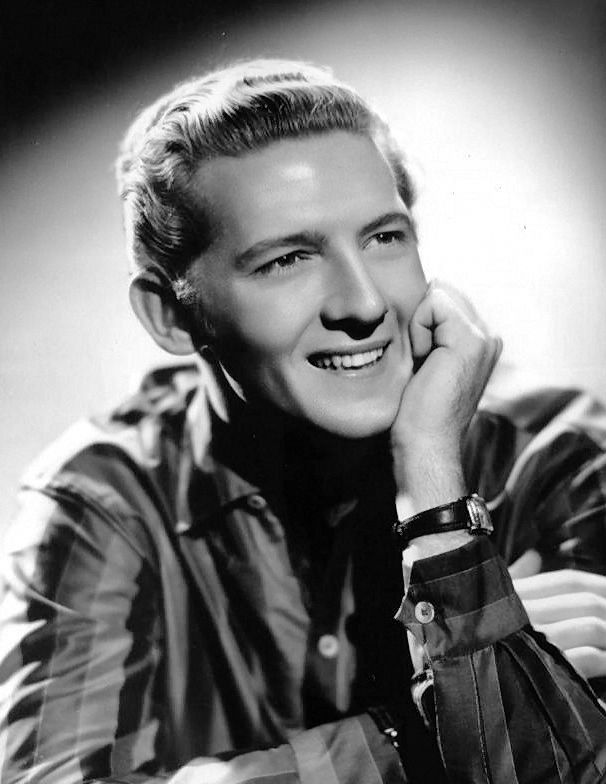
1950年代的路易斯。

路易斯的成功持續了整整十年，他擁抱了以往搖滾時代的歌曲，如Big Bopper的《Chantilly Lace》和Mack Vickery的《Rockin' My Life Away》。至廿一世紀路易斯繼續於世界各地演唱，還有發布新專輯。其中一張專輯，名為《Last Man Standing》，是他迄今為止最暢銷的專輯，在全球共賣出超過一百萬張。緊接着是《Mean Old Man》專輯，它成為路易斯職業生涯中銷量最多的專輯之一。
路易斯有十數張金唱片紀錄，包括搖滾及鄉村音樂，並多次獲得格林美獎，包括「格林美終身成就獎」。1986年路易斯被加入「摇滚名人堂」名單，他開拓性的風格所做的貢獻亦得到「洛卡比里名人堂」的認同。1989年，他的生平被拍成電影《大火球》，由丹尼斯·奎爾主演。2003年，《滾石雜誌》將他的精選集《All Killer, No Filler: The Anthology》列在「史上最偉大的五百個專輯」名單上第二百四十二位。2004年，《滾石雜誌》將他列在「有史以來一百個最偉大藝術家」名單第二十四位。路易斯是1986年所推出的專輯《Class of '55》最後一個倖存的成員，其他成員包括尊尼·卡殊，羅伊·奧比森及卡爾·帕金斯。

## 外部連結
- 维基共享资源上的相關多媒體資源：傑瑞·李·路易斯
- 傑瑞·李·路易斯官方網站 （页面存档备份，存于）
- 訪問傑瑞·李·路易斯（熊之秘蜜夢工厰）